# OTC Bulletin Board
OTC Bulletin Board eller OTCBB er et amerikansk elektronisk system, der registrerer information i realtid omkring handler med værdipapirer, der indgåes direkte mellem sælger og køber og altså udenom børsen. På engelsk kaldes denne form for handel for over the counter (OTC).